# 鴨嘴龍形類
鴨嘴龍形類（Hadrosauriformes）是鳥臀目禽龍類的一個演化支，生存於白堊紀早期到晚期，分佈於亞洲、歐洲、非洲、美洲等地。

## 概述
鴨嘴龍形類是群衍化的鳥腳下目。鴨嘴龍形類的體型大，可採二足或四足方式行走，腳趾成蹄狀。鴨嘴龍形類具有喙狀嘴、多排的齒系、以及可做出研磨動作的頜部結構。

## 分類
鴨嘴龍形類是在1986年由保羅·塞里諾提出，並在1997年首次提出定義，範圍是：貝尼薩爾禽龍與沃克氏副櫛龍的最近共同祖先，與其最近共同祖先的所有後代。這個範圍包含禽龍科、鴨嘴龍超科…等物種，跟禽龍超科的範圍大致相同。

## 外部連結
- （英文）鴨嘴龍形類的分類定義與歷史